# Cyphia bulbosa
Cyphia bulbosa là loài thực vật có hoa trong họ Hoa chuông. Loài này được (L.) P.J.Bergius mô tả khoa học đầu tiên năm 1767.